# Elytroleptus metallicus
Elytroleptus metallicus là một loài bọ cánh cứng trong họ Cerambycidae.